# أدب برازيلي
ترجع بداية أدب البرازيلي  إلى القرن السادس عشر عندما كتب الرحالة البرتغاليون في وصف جمال الطبيعة في البرازيل. ومن أول هؤلاء الكتاب: المبشر خوزى دى انكيتا، الذي استخدم في كتابته اللغتين البرتغالية والهندية المحلية، وفي القرن 17 تأثر الأدب البرازيلي بالأدب الإسباني. وفي القرن 18 ظهر الكاتب المسرحي خوزى دى سيلفا، كما ظهر الشعراء: خوزى بازيليو دى جاما، وتوماس أنطونيو جونزاجا. وفي القرن 19 سادت الرومانسية، وطبعت الأدب البرازيلي وكذلك الأدب الأوروبي وظهر من الشعراء في ذلك العصر دومبنجوس خوزى جونسالفى، ومن الأدباء ظهر خوزى دى ألانكار. أما أعظم أديب برازيلي فكان يواكيم ماريا مخادو دى أسيس، وظهر من معاصريه الشاعر الباراناسى أولافو دى بيلاك. أما الأدب البرازيلي في القرن 20 فينحصر في المشكلات الاجتماعية، والسياسية والفلسفية والسيكلوجية، كما يهتم بقضايا التفرقة العنصرية.ومن أشهر الأدباء في هذا القرن: جيلبرتو فريرى، وروى باربوزا، ويورجى أمادو، واريكو فريسيمو، ويورجى دى ليما، ممن جعلوا نظرة الكتاب البرازيلين في الوقت الحاضر عميقة واسعة، كما هو الحال في أي بلد آخر.

## الفترة الاستعمارية
واحدة من الوثائق الموجودة التي يمكن اعتبارها أدبًا برازيليًا هي بيرو فاز دي كامينا ( رسالة بيرو فاز دي كامينا). كتبها بيرو فاز دي كامينا إلى مانويل الأول ملك البرتغال، وتحتوي على وصف لما كانت عليه البرازيل في عام 1500. سيطر الإنتاج الأدبي على مجلات الرحالة والأبحاث الوصفية على «أميركا البرتغالية» على القرنين اللاحقين، بما في ذلك روايات لكاتبها جين دي ليري، وهانز ستادين، التي تروي قصة لقائه مع شعب التوبي الهندي على ساحل ساو باولو، كان للقصة تأثير كبير على المفهوم الأوروبي للعالم الجديد.
هناك بعض الأمثلة الأخرى الأكثر وضوحًا التي نجت في هذه الفترة على سبيل المثال: قصيدة باسيلو دا جاما الملحمية التي تحتفل بالسيطرة على ميشونز من قِبل البرتغال، وعمل جورجيو دي ماتوس، وهو محامٍ من القرن السابع عشر من سالفادور، أنتج كمية ضخمة من الشعر الهجائي، والديني، والعلماني. تأثر ماتوس بشدة بالباروكية مثل الشاعران الإسبانيان لويس  دي جونجورا وفرانسيسكو دي كيفيدو.
انتشرت الحركة الكلاسيكية الجديدة على نطاق واسع في البرازيل في منتصف القرن الثامن عشر، باتباع الأسلوب الإيطالي. انُّنتج الأدب غالبًا من قبل أعضاء أكاديميات مؤقتين أو شبه دائمين ومعظم المحتوى كان في الأدب الرعوي. كانت منطقة ميناس جرايس المزدهرة، المعروفة بمناجم الذهب، من أهم المراكز الأدبية في المستعمرة البرازيلية حيث بدأت الحركة الوطنية المزدهرة. من أهم الشعراء كلاوديو مانويل دا كوستا، وتوماس أنطونيو غونزاغا، وألفارينجا بيشوتو، ومانويل إيناسيو دا سيلفا ألفارينجا. جميعهم شاركوا في الانتفاضة في وجه القوى الاستعمارية. ونتيجة لهذا نُفي كُل من غونزاغا وكوستا إلى أفريقيا.

## المذهب الرومانسي
استمرت الحركة الكلاسيكية الجديدة لفترة طويلة بشكل غير طبيعي. بدأت الرومانسية تؤثر على الشعر البرازيلي على نطاق واسع في 1863، وخصوصًا من خلال جهود الشاعر المغترب غونسالفيس دي ماغالهايس. بدأ عدد من الشعراء الشباب مثل كازيمير دي أبرو، بتجريب أسلوب جديدة بعد فترة قصيرة. أُنتج في هذه الفترة أول الأعمال الأدبية البرازيلية النموذجية.
تُعتبر المقومات الأساسية في الأدب للدولة الجديدة تأثيرات مبالغ فيها وقومية ومحبة للطبيعة ومقدمة أولية للغة العامية. انتشر الأدب الرومانسي بعد فترة وجيزة. نشر روائيين مثل يواكيم مانويل دي ماسيدو، ومانويل أنطونيو دي ألميدا، وخوسيه دي الينكار أعمالهم بشكل تسلسلي في الصحف وأصبحوا شخصيات مشهورة على المستوى الوطني.
بحوالي عام 1850، بدأت مرحلة انتقالية، تركزت على ألفاريس دي أزيفيدو، إذ أصبحت مجموعة قصة أزيفيدو القصيرة ليلة في الحانة وشعره الذي جُمع بعد وفاته  القيثارة ذات الإثنى عشر عامًا مصدر تأثير. تأثر أزيفيدو بشدة بشعر جورج غوردون بايرون وألفريد دي موسيه. كان الجيل الرومانسي الثاني مهووسًا بالأمراض والموت.
في الوقت ذاته، بدأ شاعر مثل كاسترو ألفيس، الذي كتب فظائع العبودية يكتب أعمالًا وفق خطة اجتماعية تدريجية. اتفق الاتجاهان على واحد من أهم الأعمال في الفترة الرومانسية: إنشاء هوية وطنية برازيلية تستند على الأصل الهندي والطبيعة الثرية للبلد. ظهرت هذه السمات أولًا في الشعر السردي للكاتب غونسالفيس دياز في توبي المسن، سرعان ما انتشر عمله على نطاق واسع. إن دمج هذا النوع الفرعي من الهندية موجود في روايتين مشهورتين لخوسيه دي الينكار: الجواراني، عن عائلة من المستعمرين البرتغاليين استعبدوا الهنود، لكن قُتلوا لاحقًا على يد قبيلة معادية، وإيراسيما هي عن رجل برتغالي غرقت سفينته وعاش بين الهنود وتزوج من امرأة هندية جميلة. إن إيراسيما عمل غنائي يُفتتح بخمس مقاطع من الأسلوب الحر التام من النثيرة لوصف الشخصية التي تحمل عنوان الكتاب.

## الواقعية

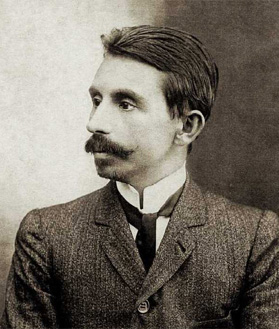
الصحفي والكاتب البرازيلي إقليدس دا كونيا.

تراجعت الرومانسية إلى جانب سلسلة من التغيرات حصلت في منتصف القرن التاسع عشر. ظهر نوع جديد من النثر المكتوب، بما في ذلك تحليل للسكان الأصليين ووصف البيئة، في الكتّاب الإقليميين مثل (فرانكلين تافورا، وجواو سيمويس لوبس نيتو). تحت تأثير الطبعانية وكتّاب مثل إميل زولا، وأليسيو أزيفيدو الذي كتب المسكن مع شخصيات تمثيل جميع الطبقات الاجتماعية والأنواع في ذلك الوقت. لم تكن الواقعية البرازيلية مبتكرة في بادئ الأمر، لكنها أصبحت فيما بعد بالغة الأهمية بسبب ماشادو ده أسيس، وإكليدس دا كونا.

### ماشادو ده أسيس
لعل أهم كتّاب الواقعية البرازيلية هو ماشادو ده أسيس (1939-1908). هو ابن دهّان نصف أسود ووالدته برتغالية، كان تعليمه الوحيد بالإضافة إلى صفوف محو الأمية هو القراءة المكثفة للكتب المستعارة.
عمل طبّاعًا في دار نشر، وبعد فترة قصير أصبح على دراية بالأدب العالمي وأتقن اللغة الإنجليزية والفرنسية. في بداية مسيرته الأدبية كتب مجموعة من الروايات الناجحة مثل (اليد والقفاز، والإحياء)، على الرغم من الرومانسية المفرطة، أظهر فكاهة مفعمة بالحيوية وبعضًا من تشاؤمه تجاه المعاهدات الاجتماعية.
بعد تعرف ماشادو ده أسيس على الواقعية غير أسلوبه ومواضيعه منتجًا أكثر الأعمال النثرية شهرة التي كُتبت باللغة البرتغالية. عمل هذا الأسلوب بمثابة الوسيط بين فكاهته اللاذعة وتشاؤمه الشديد الذي كان بعيدًا عن التصورات الصريحة  لمعاصريه.

## ما قبل الحداثة
يُسمي علماء برازيليون الفترة بين 1895 و1922 بفترة ما قبل الحداثة؛ لأنه على الرغم من عدم وجود هيمنة واضحة في أي أسلوب، كان هناك مظاهر للحداثة. إن فترة ما قبل الحداثة غريبة كالمدرسة الفرنسية الرمزية التي لم تنتشر بسرعة وحافظ الكتّاب على سمعتهم وأسلوبهم الواقعي السابق (بما في ذلك ماشادو ده أسيس، والشاعر أولاف بيلاك) ومن بعض الكتّاب في تلك الفترة أيضًا  مونتيرو لوباتو، وليما باريتو، وجواوا سيمويس لوبس نيتو وأوغسطس دوز أنجوس

## الحداثة
بدأت الحداثة في البرازيل مع أسبوع الفن الحديث عام 1922. كان جيل 1922 الاسم المستعار للكتّاب ماريو دي أندرادي (مدينة الهلوسة، ماكونيما)، واوزوالد دي أندرادي (ذكريات عاطفية من جواو ميرامار)، ومانويل بانديرا، وكاسيانو ريكاردو، وآخرين. جميعهم جمعوا بين الميول القومية مع الاهتمام بالحداثة الأوروبية. كان هناك بعض الحركات الأخرى المهمة في أوروبا مثل السريالية، وبدأت بالترسخ في البرازيل تلك الفترة.

## معرض صور

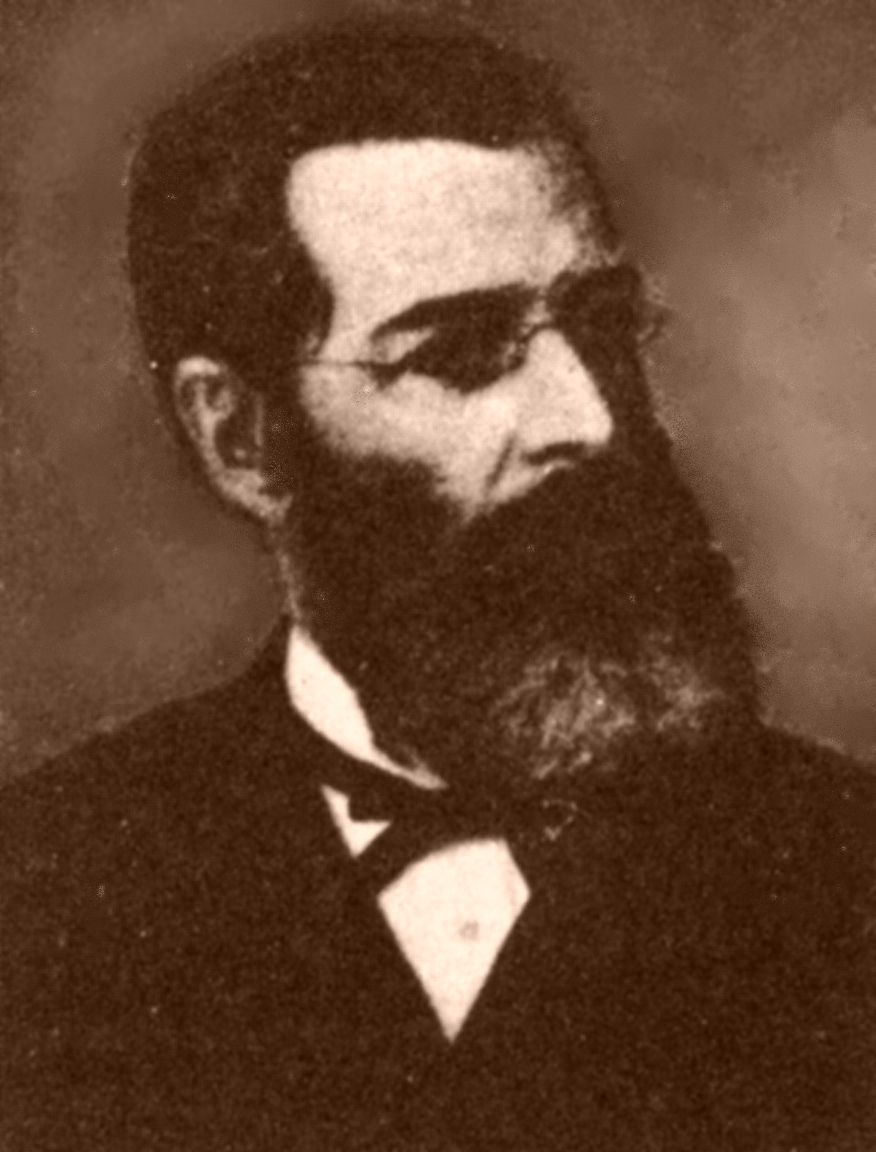
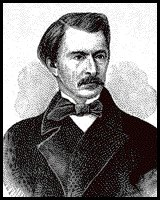
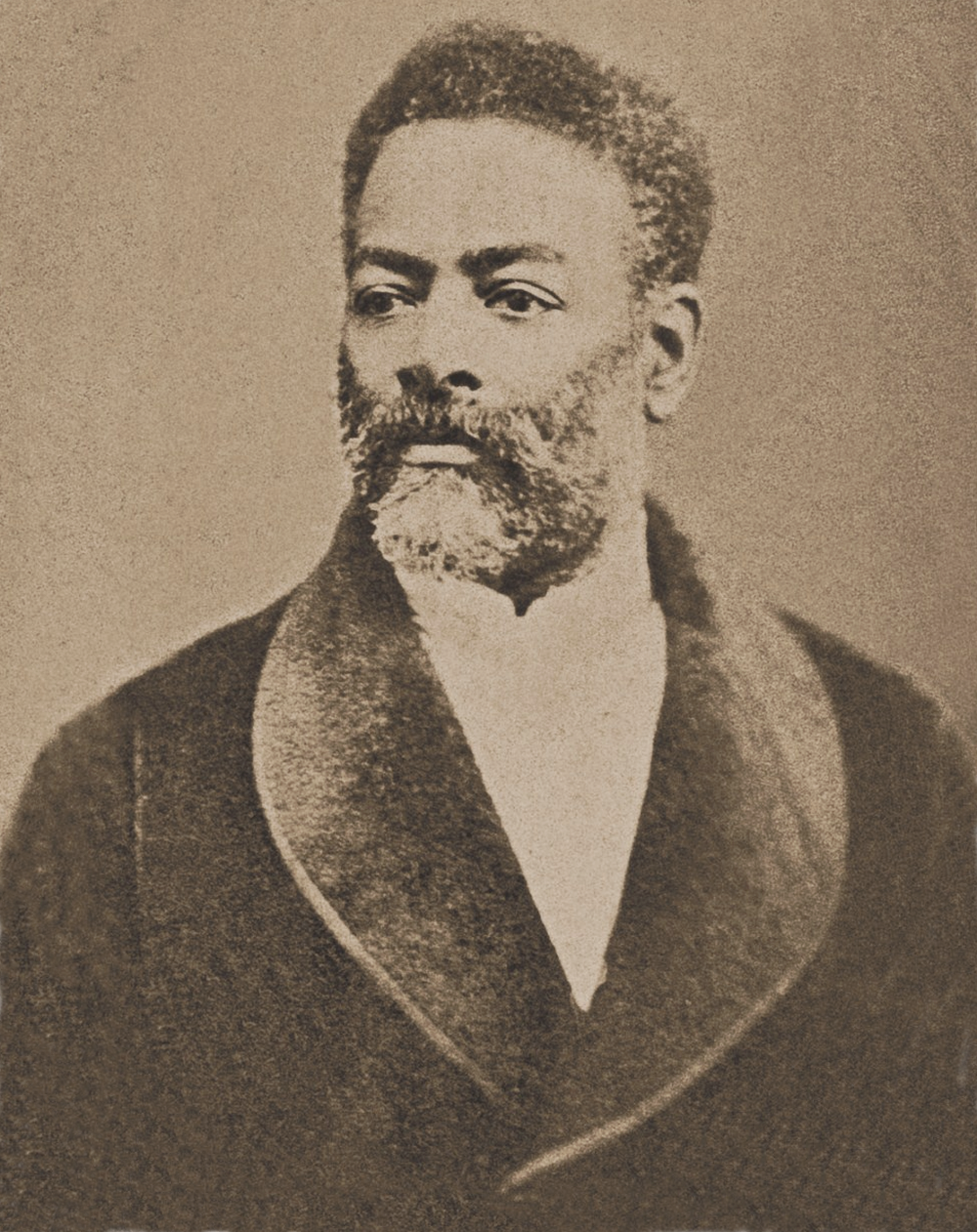

## أدباء برازيليون
- ماشادو ده أسيس
- جورجي أمادو
- باولو كويلو
- كلاريس ليسبكتور
- رافاييل مونتيز